# ATR (タンパク質)
セリン/スレオニンキナーゼATR（ataxia telangiectasia and Rad3-related）は、ヒトではATR遺伝子にコードされる酵素である。FRP1（FRAP-related protein 1）という名称でも知られる。ATRはPI3K関連キナーゼ（PIKK）ファミリーに属する。ATRはDNAの一本鎖切断に応答して活性化される。

## 機能
ATRはDNA損傷の検知に関与するセリン/スレオニン特異的プロテインキナーゼで、DNA損傷チェックポイントを活性化して細胞周期の停止を引き起こす。ATRは持続的な一本鎖DNAの存在に応答して活性化される。一本鎖DNAはDNA損傷の検知や修復の際に形成される一般的な中間体であり、停止した複製フォークや、ヌクレオチド除去修復や相同組換え修復などのDNA修復経路の中間体として生じる。ATRはATRIPと呼ばれるパートナータンパク質とともに機能し、RPAで覆われた一本鎖DNAを認識する。ATRは活性化されるとChk1をリン酸化し、細胞周期の停止へとつながるシグナル伝達カスケードを開始する。DNA損傷チェックポイントの活性化に関する役割に加えて、ATRは安定的なDNA複製のためにも機能していると考えられている。
ATRは、もう1つのチェックポイント活性化キナーゼであるATMと関連があり、ATMはDNAの二本鎖切断やクロマチンの破壊によって活性化される。

## 相同組換え修復
ATRを欠損したマウスの体細胞は相同組換えの頻度が低下し、染色体損傷のレベルが上昇する。このことは、ATRが内因性DNA損傷の相同組換えによる修復に必要であることを示唆している。

## 臨床的意義
ATRの変異はセッケル症候群の原因となる。セッケル症候群は稀少疾患で、疾患の特徴の一部はATMの変異を原因とする毛細血管拡張性運動失調症と共通している。
ATRは、familial cutaneous telangiectasia and cancer syndrome（FCTCS、家族性皮膚毛細血管拡張-癌症候群）とも関連している。

## セッケル症候群
ヒトでは、ATR遺伝子のhypomorphic変異（遺伝子機能の部分的喪失）はセッケル症候群と関係している。セッケル症候群は常染色体劣性遺伝する疾患で、均衡性小人症、発育遅延、顕著な小頭症、歯の不正咬合、胸部の後彎によって特徴づけられる。老人様または早老様顔貌もセッケル症候群の患者で頻繁にみられる。

## 加齢
成体マウスにおけるATRの発現の欠乏は、毛の白化、毛の喪失、上背部の丸み（後彎）、骨粗鬆症、胸腺退縮といった加齢と関係した変化をもたらす。さらに、加齢に伴う組織特異的な幹細胞や前駆細胞の劇的な減少、組織再生や恒常性能力の枯渇もみられる。また、精子形成の早期かつ恒久的な喪失もみられるが、腫瘍リスクの有意な増加は見られない。

## 阻害剤
ATR/Chk1の阻害剤は、シスプラチンなどのDNA架橋薬やゲムシタビンなどのヌクレオシドアナログの効果を増強する。ATR阻害薬を用いた最初の臨床試験がアストラゼネカによって、慢性リンパ性白血病（CLL）、前リンパ球性白血病（PLL）、B細胞リンパ腫の患者に対して開始されており、バーテックス・ファーマシューティカルズによって進行固形腫瘍に対する臨床試験が行われている。例としては、ベルゾセルチブなどが挙げられる。

## ショウジョウバエの有糸分裂と減数分裂
mei-41は、ショウジョウバエDrosophilaにおけるATRのオルソログである。ショウジョウバエの有糸分裂では、外因的な要因によって引き起こされたDNA損傷はmei-41（ATR）に依存した相同組換え過程によって修復される。mei-41に欠陥のある変異体では、紫外線やメタンスルホン酸メチルなどのDNA損傷因子への曝露による死に対して感受性が増加する。また、mei-41の欠乏は減数分裂時の自発的な乗換えの減少を引き起こす。このことは、野生型のmei-41が減数分裂時に自然発生したDNA損傷の組換え修復に利用されていることを示唆している。

## 相互作用
ATRは次に挙げる因子と相互作用することが示されている。
- BRCA1[22][23][24][25]
- CHD4（英語版）[26]
- HDAC2（英語版）[26]
- MSH2[27]
- P53[22][28]
- RAD17（英語版）[22][29]
- RHEB（英語版）[30]

## 関連文献
- “The complexity of p53 modulation: emerging patterns from divergent signals”. Genes & Development 12 (19):  2973–83. (Oct 1998). doi:10.1101/gad.12.19.2973. PMID 9765199.
- “ATM and ATR: networking cellular responses to DNA damage”. Current Opinion in Genetics & Development 11 (1):  71–7. (Feb 2001). doi:10.1016/S0959-437X(00)00159-3. PMID 11163154.
- “The many substrates and functions of ATM”. Nature Reviews Molecular Cell Biology 1 (3):  179–86. (Dec 2000). doi:10.1038/35043058. PMID 11252893.
- “The ATM-related kinase, hSMG-1, bridges genome and RNA surveillance pathways”. DNA Repair 3 (8–9):  919–25. (2005). doi:10.1016/j.dnarep.2004.04.003. PMID 15279777.
- “Roles of HIV-1 auxiliary proteins in viral pathogenesis and host-pathogen interactions”. Cell Research 15 (11–12):  923–34. (2006). doi:10.1038/sj.cr.7290370. PMID 16354571.